# Sidusa gratiosa
Sidusa gratiosa är en spindelart som beskrevs av  George William Peckham och Elizabeth Maria Gifford Peckham 1895. Sidusa gratiosa ingår i släktet Sidusa och familjen hoppspindlar. Inga underarter finns listade i Catalogue of Life.